# Французский (посёлок)
Французский — исчезнувший посёлок в Чебулинском районе Кемеровской области. Входил в состав Ивановского сельского совета. Точная дата упразднения не установлена.

## География
Посёлок располагался в 11 км к юго-западу от села Ивановка на ручье Живой Ключ. Близлежащие населенные пункты: на юго-западе деревня Прележ, на северо-западе посёлок Сербский.

## История
Основан в 1920 г. В 1926 году состоял из 39 хозяйств. Входил в состав Ивановского сельсовета Верх-Чебулинского района Томского округа Сибирского края.

## Население
По переписи 1926 г. в посёлке проживало 202 человека (102 мужчины и 100 женщин), основное население — чуваши.